# .arpa
O nome de domínio .arpa é um domínio de topo (TLD) no Sistema de Nomes de domínio da Internet. É administrado pela IANA (Autoridade para Atribuição de Números da Internet) em cooperação com a comunidade técnica da Internet, sob a orientação da Diretoria de Arquitetura da Internet.